# Spektiv

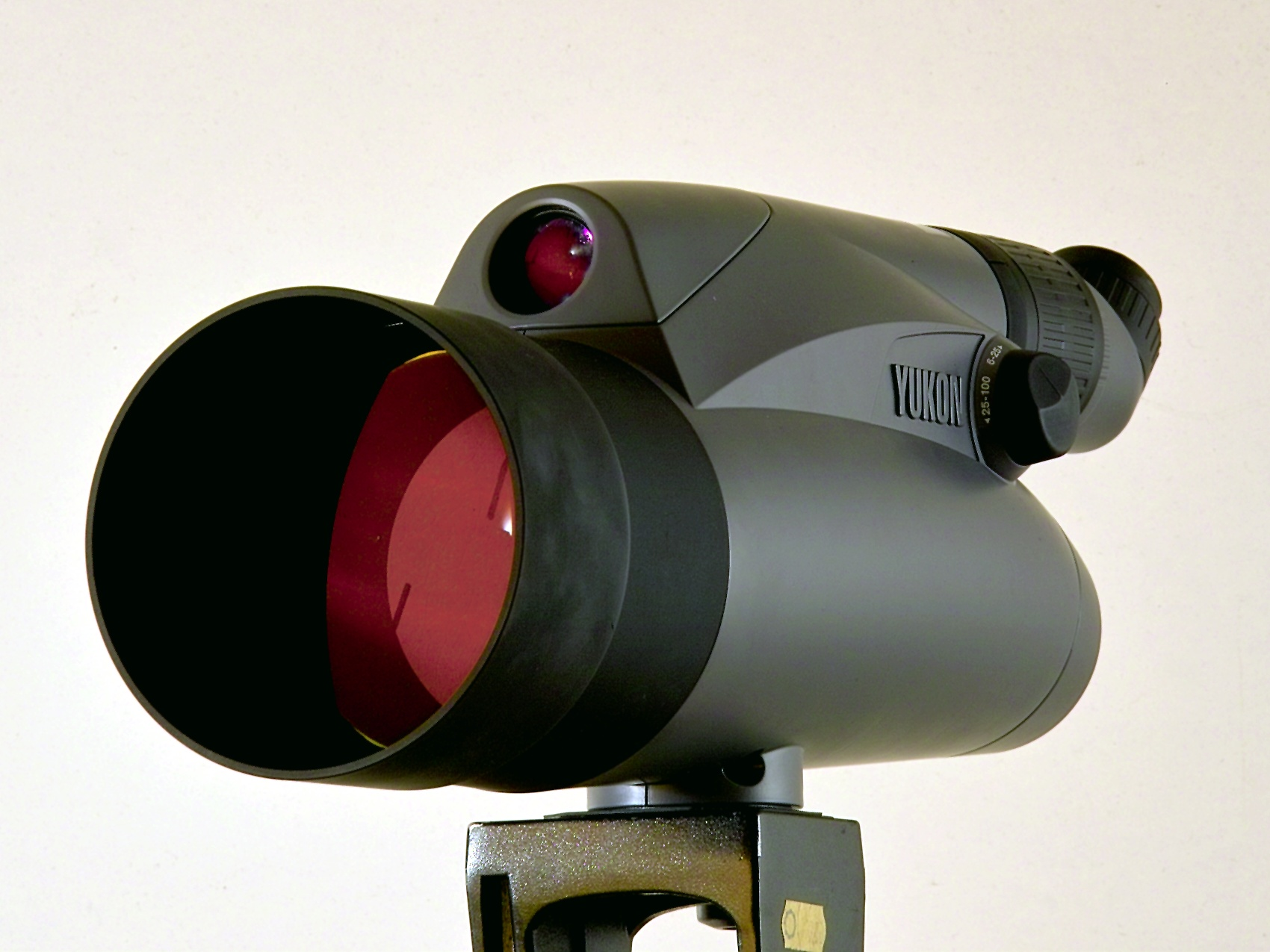
Ein Spektiv 100 mm x 25–100 mit 30-mm-Sucher, Polymerlinse

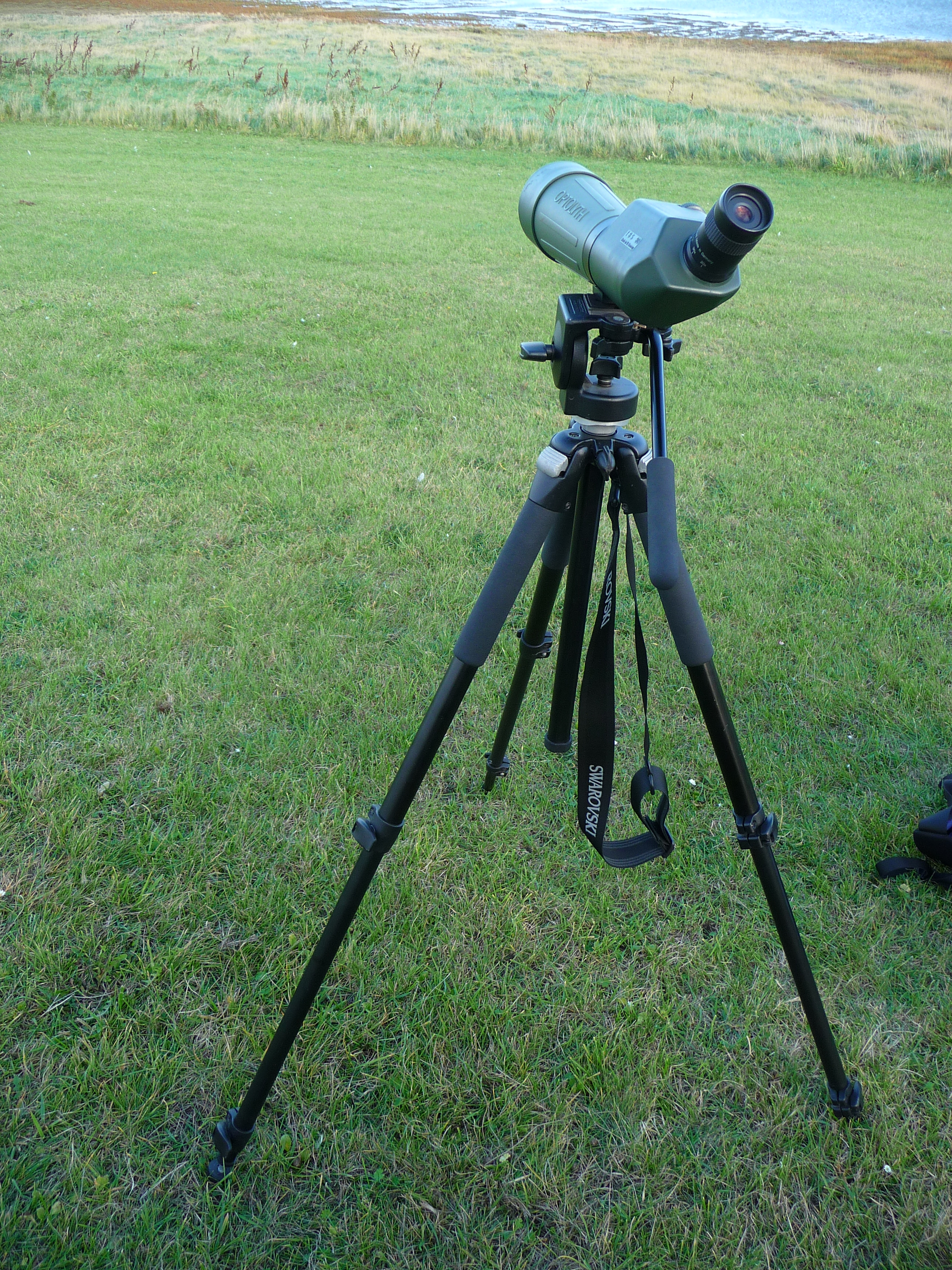
Aufgebautes Spektiv

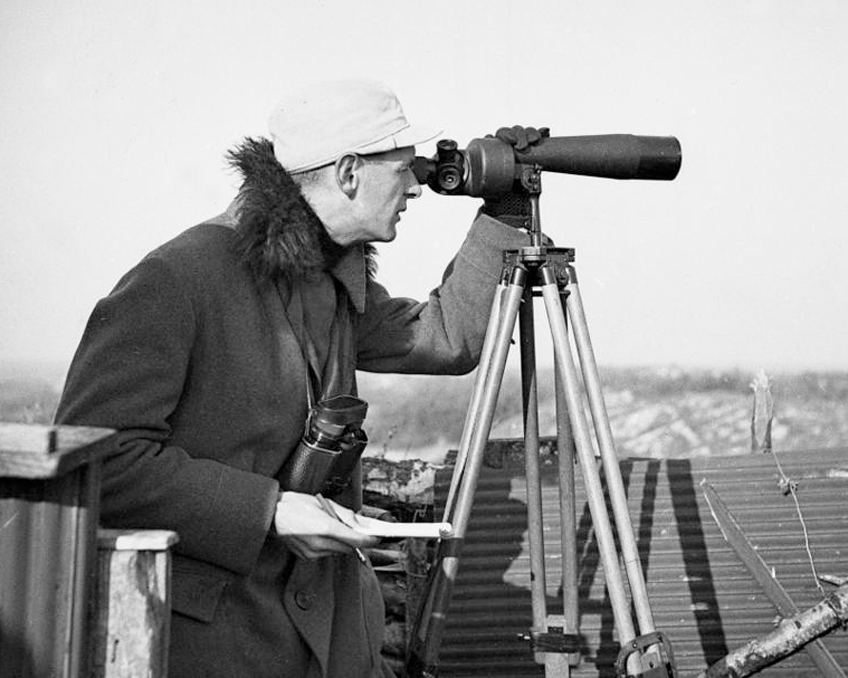
Ein Ornithologe auf der Vogelwarte Rossitten im Jahr 1939. Dieses Spektiv hat keine Zoom-Okulare, sondern drei Wechselokulare mit unterschiedlichen Vergrößerungen.

Ein Spektiv (abgekürzt von Perspektiv von lat. perspectivus, durch-, hindurchblickend; engl. spotting scope), auch Beobachtungsfernrohr genannt, ist ein für die Erdbeobachtung am Tag konstruiertes, meist monokulares Fernrohr bzw. optisches Teleskop. Binokulare Geräte werden manchmal Doppelspektive genannt. Im Gegensatz zum astronomischen Fernrohr keplerscher Bauart erzeugen Spektive aufrechte, seitenrichtige Bilder.

## Einsatzgebiete
Typische Einsatzgebiete sind die Naturbeobachtung (Jagd, Vogelbeobachtung), Spotting, Sport (z. B. Zielscheibenbeobachtung) sowie die zivile und militärische Überwachung.

## Bauart
Um auch bei Wind und Wetter mitsamt Stativ gut transportabel und einsetzbar zu sein, ist ein Spektiv idealerweise kompakt, relativ leicht (je nach Objektivgröße zwischen 500 und 2000 Gramm) und robust (stoßgeschützt, wasserdicht). Zum bequemen Beobachten sind die meisten Modelle mit einem 45°-Schrägeinblick erhältlich, es werden jedoch auch Spektive mit Geradeinblick hergestellt. Neben den weit verbreiteten Modellen mit starrem Körper werden auch sogenannte Auszugsspektive angeboten. Diese lassen sich für kompaktere Packmaße teleskopartig zusammenschieben. Bauartbedingt kann dieser Spektivtyp allerdings nicht wasserdicht sein. Wie bei Ferngläsern geht der Trend insgesamt zu immer leichteren und kompakteren Bauformen.
Häufig anzutreffende Objektiv-Durchmesser (Aperturen) sind 50, 60, 62, 65, 77, 80, 82, 85 und 100 Millimeter mit Vergrößerungen von 20–80fach mit Wechsel- oder Zoomokularen. Bei hohen Vergrößerungen sind Apochromate und teure Spezialgläser notwendig, um Farbsäume zu vermeiden. Solche Ausführungen erkennt man z. B. an Kürzeln wie Apo, ED, FL, HD. Doch auch diese können Unschärfen durch atmosphärische Trübungen und sommerliches Hitzeflimmern nicht verhindern, die sich mit zunehmender Vergrößerung oft stärker bemerkbar machen.
Wie bei astronomischen Teleskopen auch können verschiedene Okulare montiert werden, um je nach Einsatzzweck die Vergrößerung und das Gesichtsfeld anzupassen. Hierbei kann zwischen Festbrennweiten- und Zoomokularen unterschieden werden. Erstere haben eine feste Vergrößerung (z. B. 20-, 30- oder 40-fache Vergrößerung) und werden oft als spezielle Weitwinkelokulare hergestellt. Zoom- bzw. Variookulare verfügen meist über einen drehbaren Ring, über den sich die Vergrößerung (Zoom) variieren lässt.
Die überwiegende Anzahl der Spektive sind vom Aufbau her Fernrohre, seltener Spiegelteleskope, z. B. nach Maksutov.

## Sonstiges
Um Verwackeln zu vermeiden, sollte ein Spektiv auf einem ausreichend stabilen Stativ mit einem geeigneten 2-Wege-Neiger befestigt werden.
Als neuere Entwicklung können Video- oder Fotokameras und Smartphones mit Hilfe spezieller Adapter direkt am Spektivkörper oder an das Okular angeschlossen werden. Das Spektiv wird so zu einem fotografischen Teleobjektiv. Diese Fototechnik wird engl. digiscoping, deutsch Digiskopie genannt.
Andererseits können Wechselobjektive von Spiegelreflexkameras mit einem Adapter zu einem Spektiv umgerüstet werden. Dieser enthält ein fixes Okular. Die Vergrößerung ergibt sich aus der Objektivbrennweite dividiert durch die Okularbrennweite. Bei einem Objektiv mit einer Brennweite von 100-400mm in Verbindung mit einem Adapter mit 10 mm ergibt das 10-40fache Vergrößerung. Telekonverter können verwendet werden und steigern die Vergrößerung entsprechend (1,4×, 2×, 3×). Die Bildqualität entspricht einem Mittelklassespektiv.
Die genannten Eigenschaften machen ein Spektiv auch als „Reiseteleskop“ für Amateurastronomen interessant, denn die Abbildungsleistungen sind einem „echten“ Teleskop ebenbürtig. Dazu sind bei einigen Spektiven per Okularadapter besonders hochwertige 1¼-Zoll-Astrookulare anschließbar. Bei diesem Anschluss mit sogenanntem Astroadapter ist aber zu beachten, dass nur sehr wenige Astrookulare passen. Meist besteht das Problem dann darin, auf Unendlich scharfstellen zu können. Es gibt jedoch auch Spektive mit Standard-1¼-Zoll-Okularanschluss. Dort lassen sich nahezu alle Astrookulare anbringen.

## Hersteller
Hersteller von Spektiven sind zum Beispiel Bresser, Carl Zeiss Sports Optics, Celestron, Eschenbach Optik, Kōwa, Leica, Meade, Meopta, Minox, Nikon, Optolyth, Pentax, Swarovski und Yukon.